# Astara (Azerbaigian)
Astara è una città dell'Azerbaigian, capoluogo dell'omonimo distretto. 
L’insediamento si estende anche in Iran, il cui confine di Stato attraversa proprio Astara dividendola in due.